# Gonatocerus rivalis
Gonatocerus rivalis är en stekelart som beskrevs av Girault 1911. Gonatocerus rivalis ingår i släktet Gonatocerus och familjen dvärgsteklar. Inga underarter finns listade i Catalogue of Life.